# Geoff Gaberino
Geoff Gaberino (n. 18 iulie 1962, Dallas, Texas, SUA) este un înotător american, medaliat olimpic. A participat la o ediție a Jocurilor Olimpice (1984) în care a câștigat o medalie de aur.

## Participări
Lista de mai jos prezintă principalele competiții la care a participat Geoff Gaberino de-a lungul carierei.
- Jocurile Olimpice de vară din 1984